# Specialne sile Združenega kraljestva
| [[Slika:\|Znak enote]] |

United Kingdom Special Forces

Specialne sile Združenega kraljestva (izvirno angleško United Kingdom Special Forces; kratica UK SF) je naziv za krovno organizacijo, ki nadzira specialne sile Združenega kraljestva:
- Special Air Service (SAS)
- Special Boat Service (SBS)
- Specialni izvidniški polk (SRR)

Vodja UK SF je Direktor specialnih sil.
Nekateri prištevajo k specialnim silam tudi Kraljeve marince, ki pa niso klasična specialna enota, čeprav opravljajo podobne naloge.